# Atraphaxis
Atraphaxis är ett släkte av slideväxter. Atraphaxis ingår i familjen slideväxter.

## Dottertaxa tillAtraphaxis, i alfabetisk ordning[1]
- Atraphaxis angustifolia
- Atraphaxis ariana
- Atraphaxis atraphaxiformis
- Atraphaxis aucheri
- Atraphaxis avenia
- Atraphaxis badghysi
- Atraphaxis billardierei
- Atraphaxis bracteata
- Atraphaxis canescens
- Atraphaxis caucasica
- Atraphaxis compacta
- Atraphaxis daghestanica
- Atraphaxis decipiens
- Atraphaxis frutescens
- Atraphaxis grandiflora
- Atraphaxis intricata
- Atraphaxis irtyschensis
- Atraphaxis karataviensis
- Atraphaxis kopetdagensis
- Atraphaxis laetevirens
- Atraphaxis macrocarpa
- Atraphaxis manshurica
- Atraphaxis muschketowii
- Atraphaxis pungens
- Atraphaxis pyrifolia
- Atraphaxis radkanensis
- Atraphaxis replicata
- Atraphaxis rodinii
- Atraphaxis seravschanica
- Atraphaxis spinosa
- Atraphaxis suaedifolia
- Atraphaxis teretifolia
- Atraphaxis toktogulica
- Atraphaxis tortuosa
- Atraphaxis virgata